# Ectoedemia mauni
Ectoedemia mauni là một loài bướm đêm thuộc họ Nepticulidae. Nó được miêu tả bởi Scoble năm 1979. Nó được tìm thấy ở Botswana.
Ấu trùng ăn Commiphora africana.